# Zarzis
Zarzis (àrab: جرجيس, Jarjīs) és una ciutat de Tunísia a la governació de Médenine, ciutat principal de la delegació de Zarzis o de Larig, pel nom del nucli on és la seu de la delegació. La municipalitat té 70.895 habitants i abraça gran part de la delegació amb els nuclis propers de la costa. La delegació té 77.570 habitants segons el cens del 2004.
El nuclis principals en són El Kantara Continent (inici de la calçada romana que duia a Gerba), Hassi Djerbi (amb port pesquer), Sidi Chemakh, Larig, Samghou, Souahel i El Mouensa. A la rodalia, a més d'un ksar (Ksar Zaoula), al voltant del qual s'ha format un barri al nord-est de la ciutat, hi ha nombrosos jaciments arqueològics: Naouara al Ras Lemsa, al sud; El Ghrabet i El Khtatla, a l'oest, i Sidi Chemakh, al nord. Al sud, hi ha dues sabkhes (llacunes salades), de les quals la més gran és dins la delegació i es diu Sabkhat El Melah.

## Economia
L'activitat econòmica està basada en el turisme, en el port, que compta amb una zona franca, i en la indústria, però amb un encara fort sector agrícola. De fet, el sector agroalimentari és majoritari en la indústria. S'hi cultiva l'olivera (65.000 hectàrees, amb una producció de 60.000 tones d'olives/12.000 tones d'oli). Té un parc d'activitat econòmica i una zona industrial construïda per l'estat (encara no posada en marxa).

## Administració
És el centre de la delegació o mutamadiyya, amb codi geogràfic 52 55 (ISO 3166-2:TN-12), dividida en setze sectors o imades:
- Zarzis (52 55 51)
- 20 Mars (52 55 52)
- Tahar Sfar (52 55 53)
- Ejdaria (52 55 54)
- El Bassatine (52 55 55)
- Essouihel (52 55 56)
- Oued Ettieb (52 55 57)
- Hassi El Jerbi (52 55 58)
- Khaoui El Ghedir (52 55 59)
- Hamadi (52 55 60)
- Hichem El Hamadi (52 55 61)
- El Ghorabet (52 55 62)
- El Grebis (52 55 63)
- Hamadi Boutoufaha (52 55 64)
- El Ogla (52 55 65)
- Chammakh (52 55 66)

Al mateix temps, forma una municipalitat o baladiyya, amb codi geogràfic 52 12, dividida en cinc circumscripcions o dàïres:
- Zarzis Medina (52 14 11)
- Mouansa (52 14 12)
- Essouihel (52 14 13)
- Hichem El Hamadi (52 14 15)
- Hamadi Bouteffaha (52 14 16)

El 26 de maig de 2016, pel Decret governamental núm. 2016-600, es va crear la municipalitat de Zarzis Nord, amb codi 52 19, formada pels sectors o imades d'El Bassatine, Oued Ettieb, Hassi El Jerbi (que abans constituïa una circumscripció o dàïra de Zarzis), Khaoui El Ghedir, El Grebis, El Ogla i Chammakh.

## Agermanaments
Està agermanada amb Seta i Tresnes (França).

## Galeria

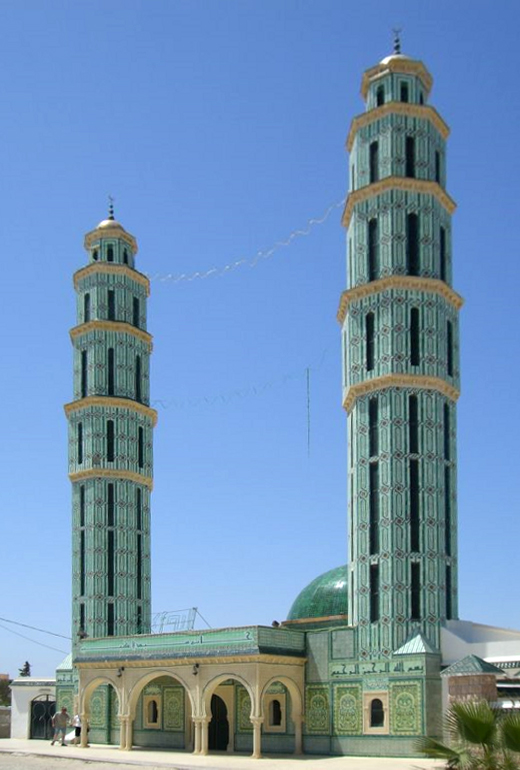
Mesquita de Zarzis
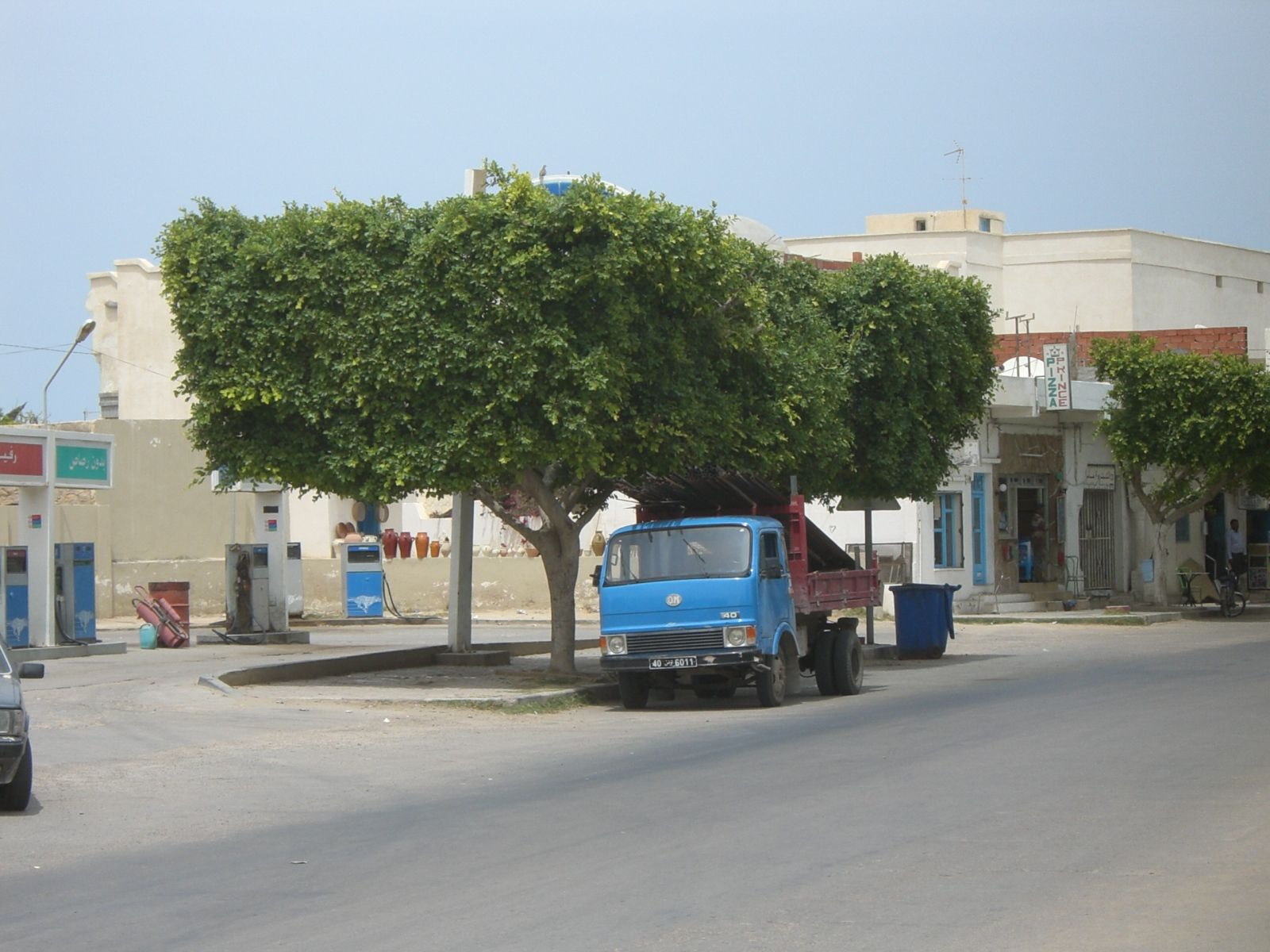
Ciutat, barri
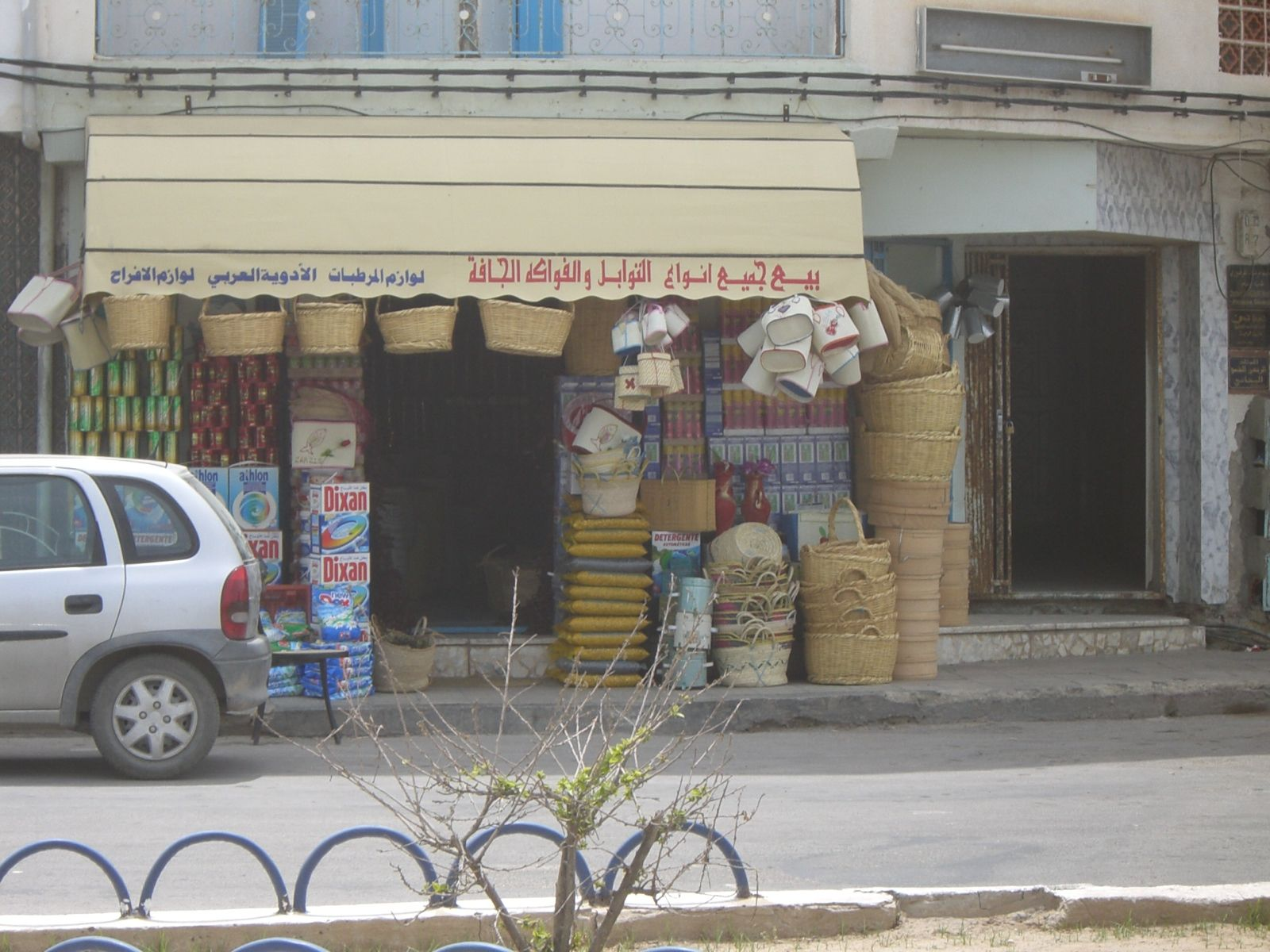
Ciutat, comerç
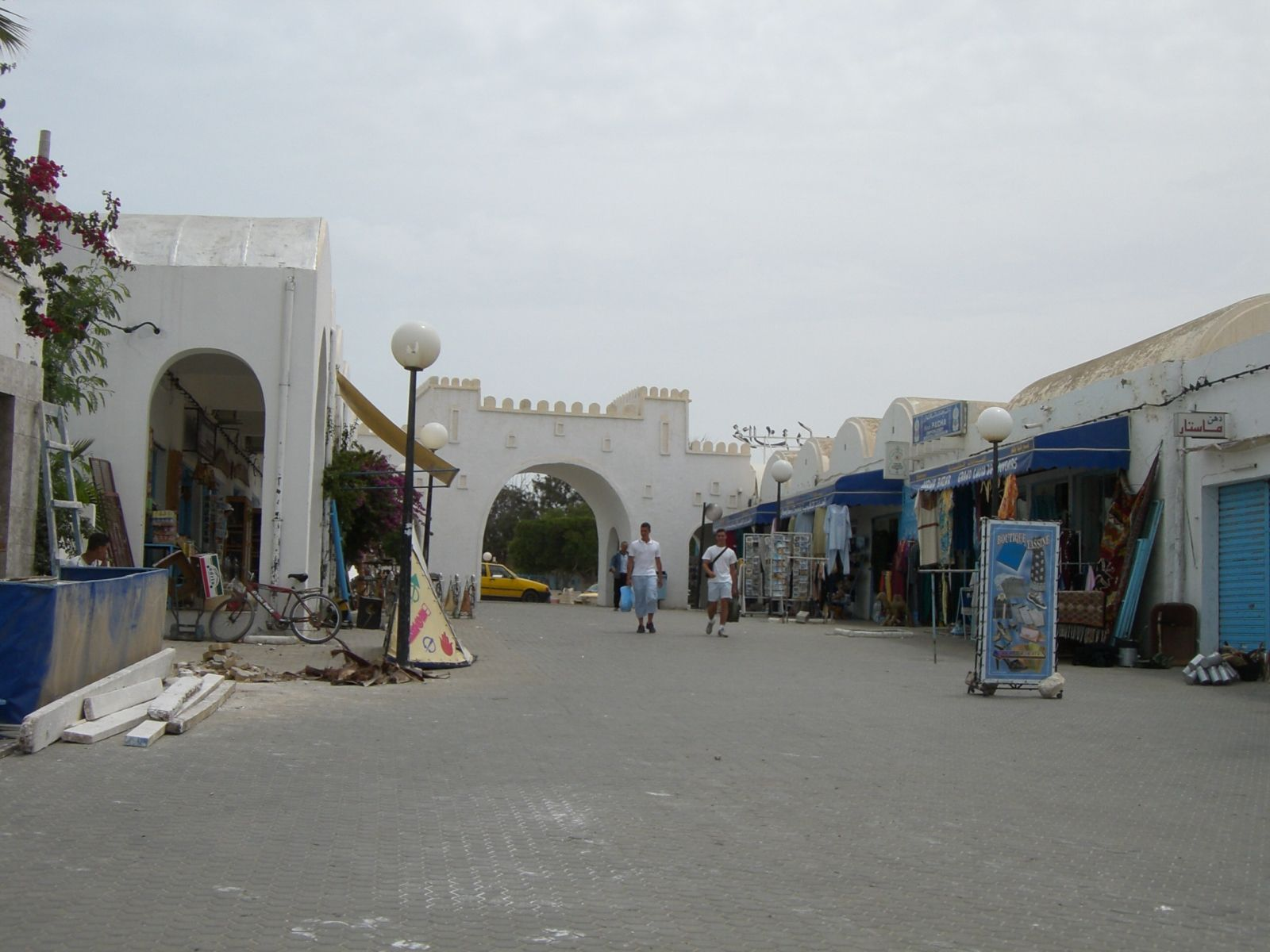
Ciutat, mercat